# نشان فتح

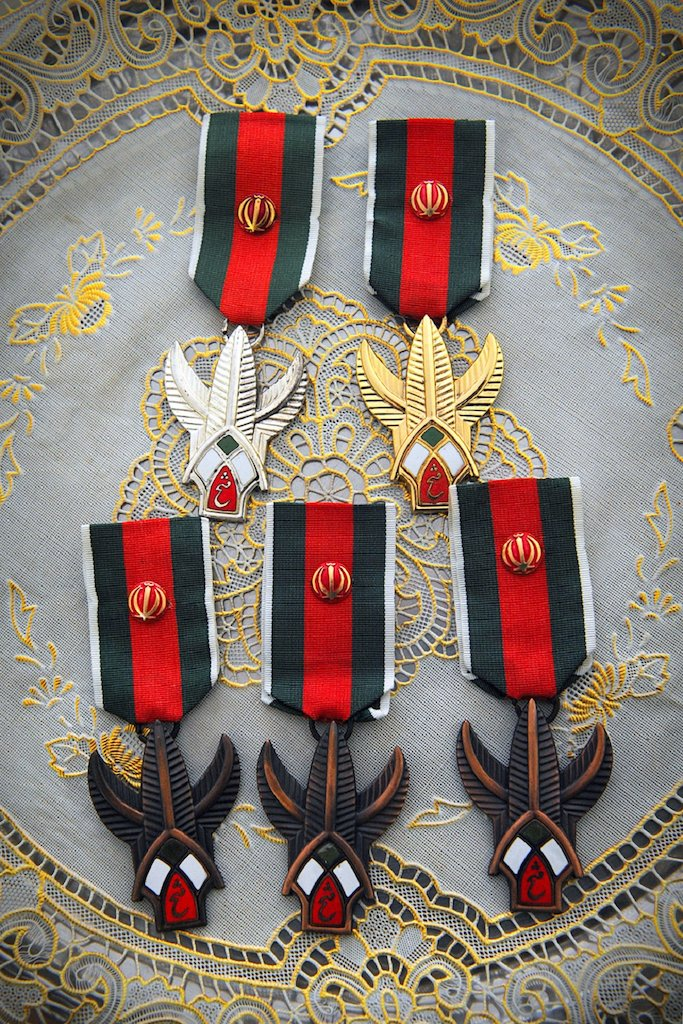
سه درجه از نشان فتح به رنگهای طلایی، نقره ای و برنزی

نشان فتح به نشانی در نظام جمهوری اسلامی ایران اطلاق می‌شود که توسط رهبر جمهوری اسلامی به رزمندگان نبردهایی با پیروزی چشم‌گیر داده می‌شود. مدال فتح در ۳ رده طلایی (فتح ۱)، نقره‌ای (فتح ۲) و برنزی (فتح ۳) اهدا می‌گردد.
محسن رضایی؛ فرمانده کل پیشین سپاه پاسداران در جنگ ایران و عراق با دریافت ۳ نشان طلایی، رکورددار دریافت بیشترین نشان فتح ۱ است. پس از او به ترتیب سید یحیی رحیم‌صفوی (۲ نشان طلایی و ۱ نقره‌ای)، حسین حسنی سعدی (۲ طلایی و ۱ نقره‌ای)، علی صیاد شیرازی (۲ طلایی)، علی شمخانی (۱ طلایی و ۲ نقره‌ای) و قاسم سلیمانی (۱ طلایی و ۲ نقره‌ای) بیشترین نشان فتح را دریافت کرده‌اند. اکبر هاشمی رفسنجانی (۱ مدال طلایی) و حسن روحانی (۱ مدال نقره‌ای) از جمله معدود غیرنظامیان دریافت‌کننده این نشان می‌باشند.

## تاریخچه
پس از پایان جنگ ایران و عراق، این نشان نخستین بار در تاریخ ۵ مهر ۱۳۶۸ به ۵۴ نفر از فرماندهان ارتش، سپاه و جهاد سازندگی اهدا شد. در اولین مراسم اعطای نشان فتح (همزمان با سالروز شکست حصر آبادان) حسین فهمیده † (به یکی از افراد خانواده تحویل داده شد)، محسن رضایی (فرمانده کل سپاه پاسداران انقلاب اسلامی) و علی صیاد شیرازی (فرمانده نیروی زمینی ارتش جمهوری اسلامی ایران) نشان فتح ۱ گرفتند. به ۲۱ نفر دیگر نشان فتح ۲ و ۲۹ نفر دیگر فتح ۳ داده شد.

## طراحی
نشان فتح از ۳ برگ درخت نخل و گنبد مسجد جامع خرمشهر و نیز پرچم ایران تشکیل شده‌است. آنطور که علیرضا افشار؛ معاون وقت نیروی انسانی ستاد کل نیروهای مسلح در سال ۱۳۶۸ اعلام کرده بود: نشان فتح به عنوان سمبل عملیات پیروزمندانه رزمندگان اسلام و نشانی برای فاتحان عملیات‌های پیروز رزمندگان اسلام انتخاب شده‌است.

## دریافت‌کنندگان

### جنگ ایران و عراق
نخستین بار در ۵ مهر ۱۳۶۸، سالروز شکست حصر آبادان، ۵۴ نفر از فرماندهان و سربازان ارتش، سپاه و جهاد سازندگی به دلیل فداکاری و خدمات ارزنده نشان فتح را از سید علی خامنه‌ای (رهبر ایران) دریافت کردند. در این بین محسن رضایی، علی صیاد شیرازی (فرماندهان قرارگاه مرکزی کربلا در آزادسازی خرمشهر) و حسین فهمیده † نشان درجه ۱ فتح دریافت کردند.
به مناسبت دوازدهمین سالگرد وقوع انقلاب ۱۳۵۷ در ۱۵ بهمن ۱۳۶۸، ۲۱۰ نفر از فرماندهان و نیروهای برجسته ارتش و سپاه نشان فتح را از رهبر جمهوری اسلامی دریافت کردند. در این بین برای عملیات‌های عملیات فتح‌المبین و بیت‌المقدس، تنها به فرماندهان قرارگاه‌ها و تیپ‌ها این نشان اهدا شد اما درخصوص عملیات کربلای ۵، علاوه بر فرماندهان قرارگاه‌ها و تیپ‌ها، فرماندهان گردان‌ها نیز نشان فتح دریافت کردند. در این مراسم ۱۰ نفر از فرماندهان رده بالای ارتش و سپاه نشان فتح ۱ گرفتند، سپس نشان‌های درجه ۲ و ۳ فتح را به ۲۰۰ نفر از فرماندهان، نیروها و تعدادی از بستگان کشته‌شدگان این دو عملیات داده شد.
در هشتمین سالگرد آزادسازی خرمشهر، رهبر جمهوری اسلامی به ۷۶ نفر از رزمندگان، فرماندهان و کشته‌شدگان عملیات فتح‌المبین و بیت‌المقدس نشان‌های درجه ۱ و ۲ فتح اهدا کرد. در همان مراسم رئیس ستاد فرماندهی کل قوا، به نمایندگی از رهبر، ۴۱۰ نشان درجه ۳ فتح را به سایر فرماندهان و رزمندگان برجسته این دو عملیات اهدا نمود.
در نخستین روز شهریور ۱۳۶۹ رهبر جمهوری اسلامی نشان درجه ۱ فتح را به اکبر هاشمی رفسنجانی (رئیس‌جمهور وقت) به دلیل «حضور فداکارانه و مدبرانه» در میدان جنگ اهدا کرد. هاشمی رفسنجانی از بهمن ۱۳۶۲ تا پایان جنگ، فرمانده قرارگاه مرکزی خاتم‌الانبیا بود.

### دستگیری ملوانان آمریکایی

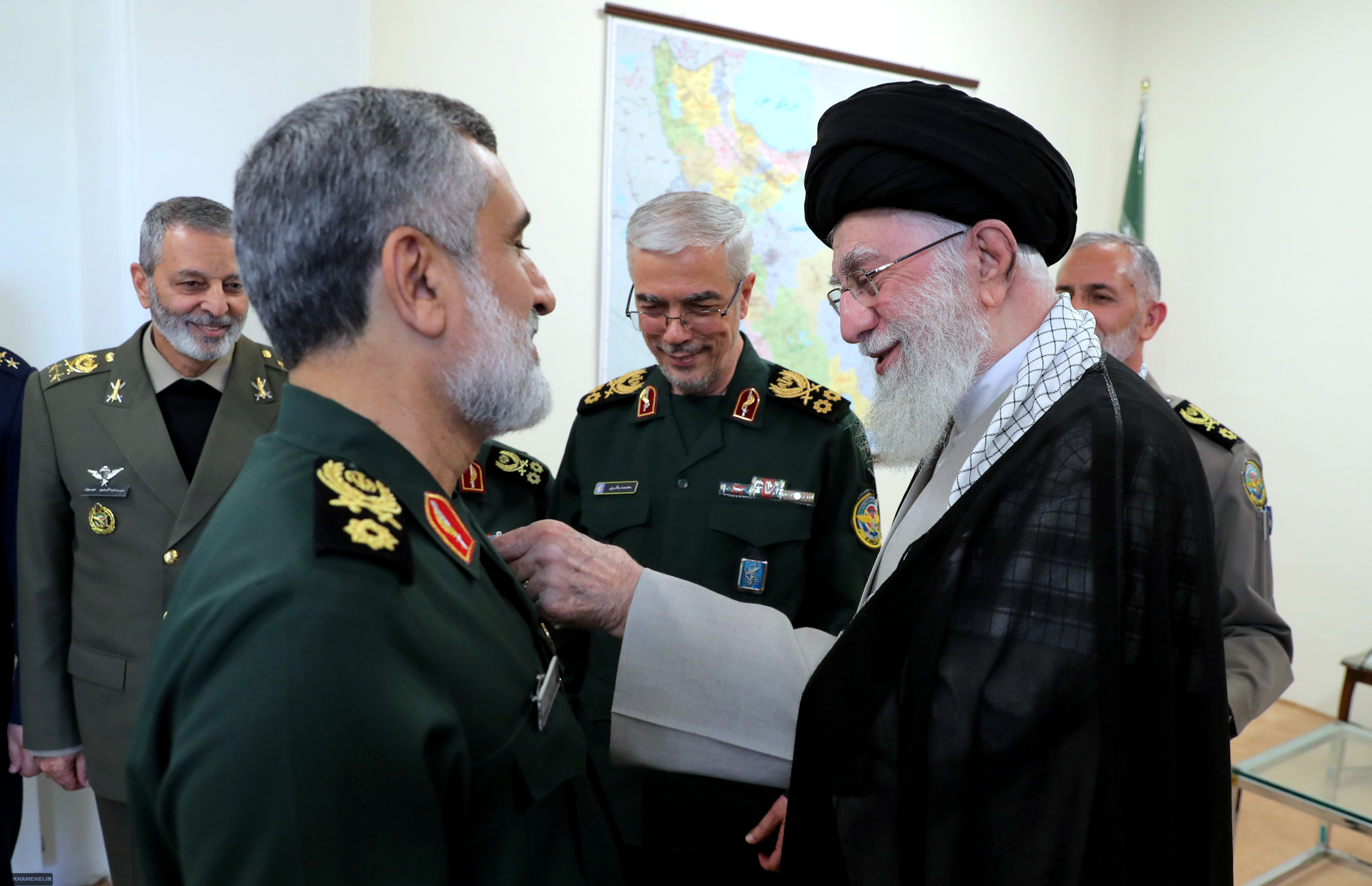
اعطای نشان فتح به حاجی زاده، چند روز پس از حمله اکتبر ایران به اسرائیل، ۱۵ مهر ۱۴۰۳

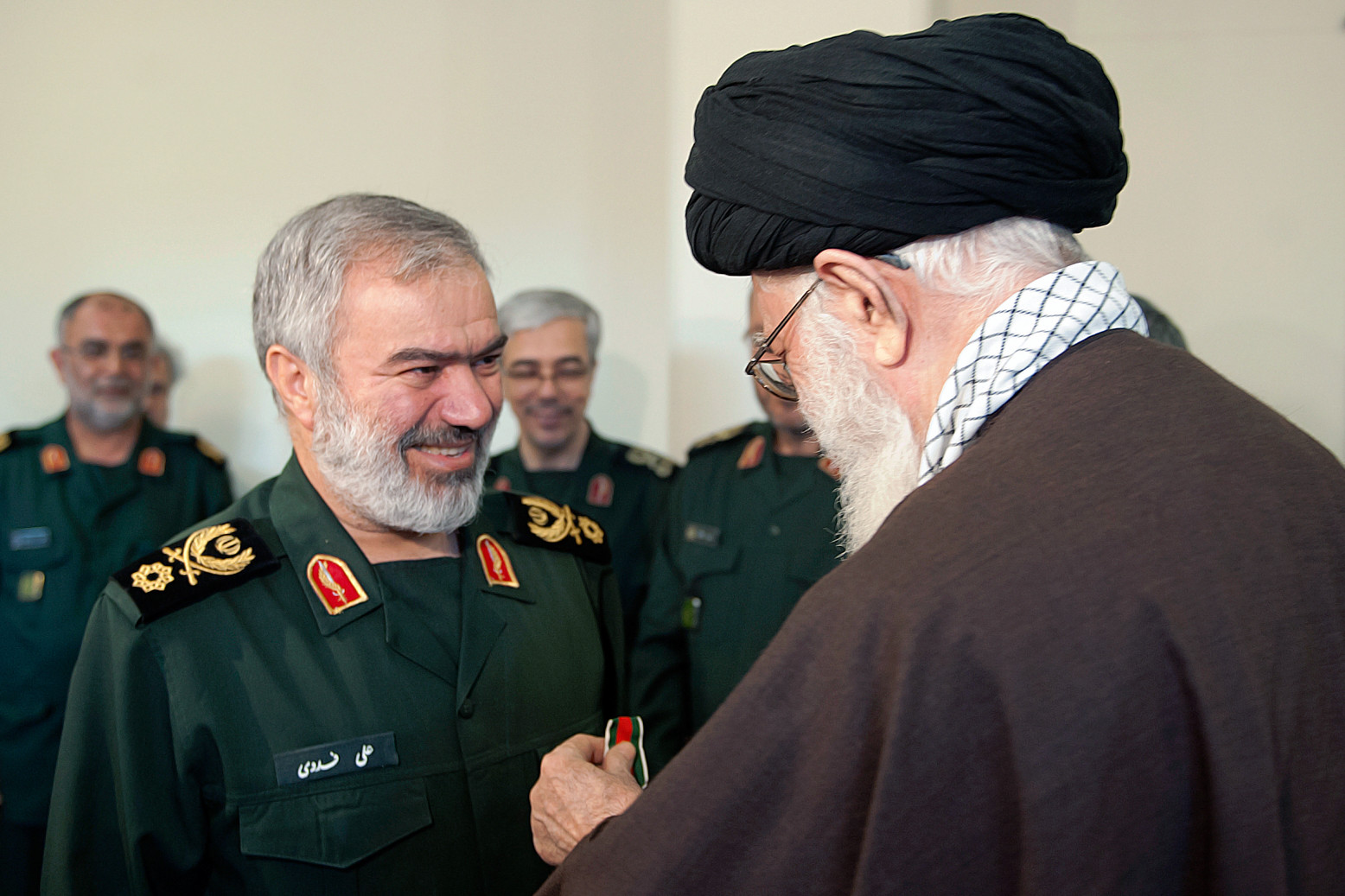
سردار دریادار علی فدوی در حال دریافت نشان فتح از دستان سید علی خامنه‌ای رهبر جمهوری اسلامی ایران

دی ماه ۱۳۹۴ دو فروند قایق جنگی آمریکایی حامل ۱۰ ملوان آمریکایی توسط نیروی دریایی سپاه پاسداران در محدوده آب‌های سرزمینی ایران در حوالی جزیره فارسی به دلیل ورود غیرقانونی به آب‌های سرزمینی ایران دستگیر کرد. این ملوانان روز بعد آزاد شدند. علی خامنه‌ای، رهبر جمهوری اسلامی به علی فدوی فرمانده وقت نیروی دریایی سپاه پاسداران و ۴ نفر از فرماندهان این نیرو نشان فتح اهدا کرد.

### سایر دریافت‌کنندگان

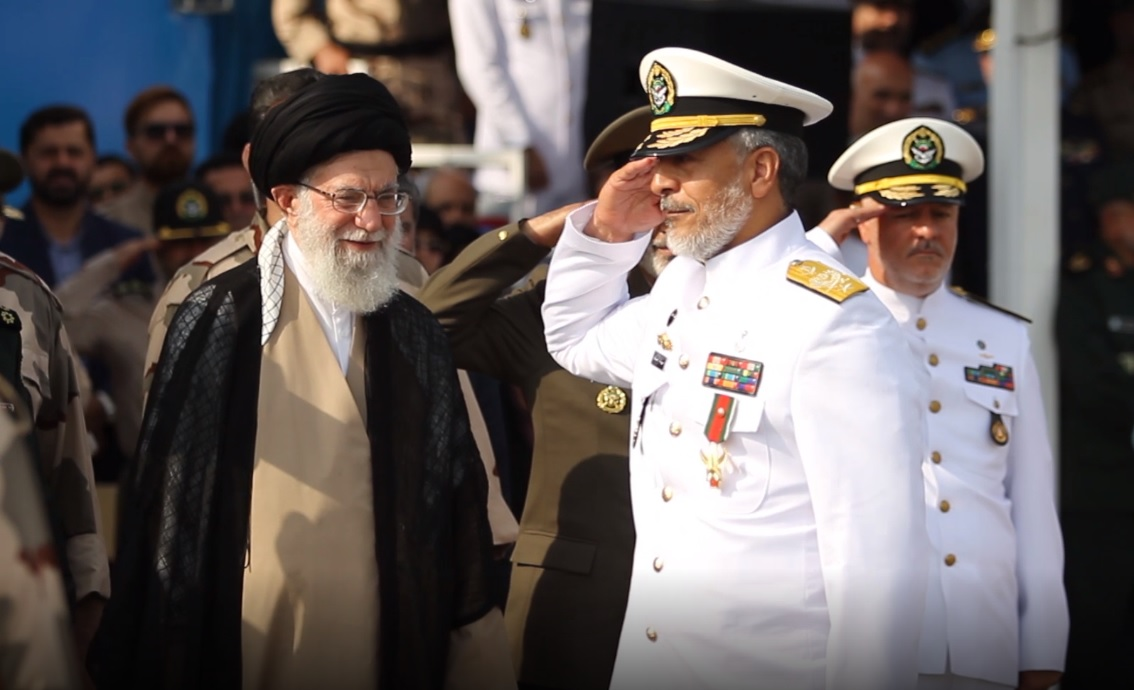
دریادار حبیب‌الله سیاری هنگام دریافت نشان فتح (شهریور ۱۳۹۷)

دی ماه ۱۳۹۲ سرتیپ محمد پاکپور، فرمانده نیروی زمینی سپاه پاسداران، نشان درجه ۱ فتح را به دلیل «تلاش‌های شبانه‌روزی و دلسوزانه» در اجرای وظایفش دریافت کرد.
شهریور ماه ۱۳۹۷ دریادار حبیب‌الله سیاری به دلیل «خدمات شایسته‌اش در صیانت از مرزهای آبی کشور و دریای عمان و حفظ منافع ملی و اهتزاز پرچم جمهوری اسلامی ایران در آب‌های آزاد و اهتمام به نوسازی تجهیزات و آبادانی سواحل مکران در مدت تصدی فرماندهی نیروی دریایی ارتش جمهوری اسلامی ایران» نشان درجه ۱ فتح را از رهبر جمهوری اسلامی دریافت کرد.
مهر ماه ۱۴۰۳ سرتیپ پاسدار امیرعلی حاجی‌زاده، فرمانده نیروی هوافضای سپاه پاسداران به‌دلیل عملیات درخشان «وعده صادق ۲»، «نشان فتح طلایی» دریافت کرد.